# Paper Girls
Paper Girls è una serie a fumetti statunitense di genere fantascientifico/giallo scritta da Brian K. Vaughan e disegnata da Cliff Chiang, pubblicata negli USA dalla casa editrice Image Comics e in Italia dalla casa editrice Bao Publishing.
Paper Girls narra la storia di quattro ragazze di dodici anni (Erin, MacKenzie, KJ e Tiffany) che abitano nel sobborgo immaginario di Stony Stream nella città di Cleveland, Ohio e che come lavoretto prima di andare a scuola consegnano i giornali. Proprio durante una consegna che avviene la mattina dopo la festa di Halloween, la città viene invasa da una misteriosa forza proveniente dal futuro che porterà le ragazze ad essere coinvolte nella lotta tra due fazioni di viaggiatori del tempo.

## Sinossi
Erin Tieng, trasferitasi da poco a Stony Stream, ha appena cominciato a lavorare consegnando giornali nel suo quartiere. Il 1 Novembre 1988, mentre è fuori a consegnare i giornali alle prime luci dell'alba, fa la conoscenza di Mac, KJ, e Tiffany, un gruppo di ragazze, che invitano Erin ad unirsi a loro.
Le ragazze vengono prese di mira da un gruppo di ragazzi e uno di questi ruba un walkie-talkie a Tiffany. Il gruppo li insegue nel tentativo di recuperare l'oggetto finché non raggiungono una casa in costruzione e una volta dentro trovano quella che sembra essere una macchina del tempo, nascosta nel seminterrato. Una luce proveniente dalla macchina le acceca e così le ragazze scoprono che i ragazzi di prima altri non sono che dei Viaggiatori del Tempo, provenienti da un lontano futuro, occupati a combattere una guerra (conosciuta come "La Battaglia delle Infuria Ere") contro un gruppo di persone note come gli Anziani. Al centro del conflitto saranno poste domande di natura esistenziale su se si possa cambiare o no il passato e se questo può influenzare il futuro dei viaggiatori del tempo.
Nel corso della serie, le ragazze cambieranno spesso e senza volerlo luogo, viaggeranno tra il XX e il XXI secolo e anche in ere passate o molto avanti nel futuro. Durante questa serie di viaggi temporali avranno modo di incontrare anche le loro versioni del futuro e dovranno fare i conti con quello che sono diventate. Le loro vite si intrecceranno con quelle di Wari e Jahpo, due "Anziani" in guerra con i loro futuri discendenti.

## Personaggi

### Principali
- Erin Tieng: Una nuova residente di Stony Stream, ha una sorella più piccola di nome Missy, della quale si prende molto cura. Ha un forte istinto materno e tende a rispettare le regole. Va alla scuola cattolica di St. Pete insieme a Tiffany e si porta sempre dietro un coltellino. Più avanti nella serie scoprirà che la sé stessa del futuro (2016) non è sposata, lavora ancora per il Cleveland Preserver, e soffre d'ansia tanto da dover prendere delle medicine.
- MacKenzie "Mac" Coyle: Un maschiaccio, fumatrice, che spesso dice parolacce. Mac è stata la prima ragazza di Stony Stream a consegnare i giornali. Cinica e sarcastica, Mac proviene da una famiglia di operai di stampo cattolico-irlandese. Ammira molto suo fratello maggiore. Nel 2016, Mac scopre che morirà di leucemia; mentre nel 2171 D.C. viene a conoscenza del fatto che il suo è un cancro incurabile, chiamato "4DC", che colpisce soltanto le persone che hanno viaggiato nel tempo. È omofobica e quando KJ le confessa di essere gay, ha una reazione aggressiva, anche se più avanti nella serie viene lasciato intendere che potrebbe ricambiare i sentimenti di KJ. Sarà proprio così, infatti le due si scambieranno un bacio nel 2171 DC.
- Karina "KJ" J.: Considerata dal gruppo come "quella intelligente", KJ va a una scuola privata (la Buttonwood Academy), gioca a hockey sul prato ed è ebrea. Si porta sempre dietro il suo bastone da hockey che ogni tanto usa anche come arma. La nonna di KJ è una sopravvissuta all'olocausto, e, mentre era in prima elementare, ha assistito alla morte di suo cugino per annegamento. Nell'anno 11.706, KJ tocca uno strano dispositivo che le mostra il suo futuro. Proprio questa visione le farà capire che è lesbica e che prova qualcosa di più dell'amicizia per Mac. La ragazza dapprima porrà un freno alla loro amicizia finché poi nel 2171 DC, KJ e Mac non si baceranno.
- Tiffany Quilkin: Giocatrice accanita di videogame, adora i suoi walkie-talkie, è Afroamericana ed è adottata. Frequenta la stessa scuola Cattolica di Erin. Quando viene catturata, Tiffany riesce a vedere il suo passato e si intristisce quando capisce che ha passato gran parte della sua vita solo a giocare ai videogame. Nel 2000, scopre che ha adottato uno stile di vita Goth, ha frequentato l'università di Stern ed è sposata con un uomo di nome Chris. Prima del compimento dei 13 anni, i suoi genitori l'hanno obbligata a smettere di consegnare i giornali.

### Fazioni in guerra

#### Gli Anziani
"Gli anziani" sono la prima generazione venuta dopo l'invenzione dei viaggi temporali. Credono fermamente nella conservazione della linea temporale originale e seguono ciecamente le regole alla base dei viaggi nel tempo. Non possono viaggiare nel futuro. Il loro capo si fa chiamare "Grande Padre". I Restauratori sono un sottogruppo di Anziani, che cerca di ripristinare le linee temporali alterate dai fatti accaduti durante la guerra. I Restauratori possiedono l'abilità di cancellare e alterare i ricordi di una persona. Gli Anziani parlano una versione modificata dell'Inglese, più simile allo slang e all'Inglese Antico.
- Jahpo: L'attuale "Grande Padre". Il suo modo di parlare e i suoi vestiti sono più simili a quelli di una persona del 20º/21º secolo. In realtà, è il figlio di Wari ed è nato nel 11.706 AC, ma nessuno, lui compreso, ne è a conoscenza. Quando era solo un bambino, Jahpo venne salvato dalle ragazze e dalla Dottoressa Braustein da un gruppo di uomini della tribù di Wari che volevano usarlo come vittima sacrificale. Jahpo sostiene di essere sotto il comando delle Editrix.
- Wari: Conosciuta come la "sorella maggiore" di Jahpo, è in realtà una donna dell'11.706 AC e madre di Jahpo. Giunte per caso nel mondo abitato da Wari, l'hanno aiutata finché la dottoressa Braunstein non l'ha portata nel futuro, con lo scopo di proteggere lei e Jahpo dai pericoli dell'11.706 AC. Wari ha trascorso qualche anno nascondendosi in Indonesia insieme alla dottoressa Braustein che le ha fatto da "madre". Lei e Jahpo più tardi torneranno a Cleveland e abiteranno lì nel 2171 DC.
- Priora: Una comandante dell'esercito di Jahpo con il quale ha anche una relazione. Viene uccisa durante la battaglia di Capodanno nel 1999/2000.

#### I Teenager
I discendenti degli Anziani, vengono dal 71º secolo. Credono nell'idea di poter cambiare la storia. Al contrario degli Anziani, i teenager non seguono alcuna regola riguardo al viaggio nel tempo. Chiedono spesso aiuto ai "locali" (persone che vivono nel presente) allo scopo di dare loro informazioni sulla guerra. Parlano una lingua del futuro che si riesce a capire solo tramite dei dispositivi che la traducono. Possono clonare gli umani.
- Heck e Naldo: Teenager proveniente da un futuro lontano. Sono stati colpiti da una misteriosa malattia (forse il "4DC", una rara forma di cancro che colpisce solo i viaggiatori nel tempo). Sebbene parlino una lingua sconosciuta del futuro, riescono a tradurla tramite una pietra, in modo da poter comunicare con i "locali". Trasportano Erin nel loro tempo per aiutarla a guarire da una ferita di arma da fuoco usando degli insetti elettronici chiamati iNsecs. Più avanti moriranno entrambi a causa delle ferite causate dal salto temporale per riportare Erin nel 1988. Sono stati Heck e Naldo a creare il Clone Erin.
- Charlotte "Chuck" Spachefski: Una baby boomer fumettista che disegna vignette sul Cleveland Preserver. Ha ereditato il fumetto Frankie Tomatah da suo padre. Nel 1958, ha incontrato Jude, una viaggiatrice proveniente dal 70.000 DC che si nascondeva nel suo seminterrato. Jude le ha raccontato della "Battaglia delle Infuria Ere" e come proteggersi dagli Anziani. Charlotte è venuta a conoscenza di come nascono le "piegature" (spaccature nel tempo) e dove trovarle; questa informazione le ha permesso di lasciare indizi nei suoi fumetti per aiutare i teenager contro gli Anziani. Prova ad uccidere le ragazze nel 2000, ma riescono a scappare. Sarà poi uccisa da un Anziano.
- Clone Erin: Un futuro clone di Erin del 71º secolo che viaggio indietro nel tempo fino al 2016 in cerca delle ragazze. Afferma che le ragazze sono importanti per la guerra tra i teenager e gli Anziani. Cerca di reclutarle proprio per la guerra me le ragazze non si fidano e riescono a mandarla via riportandola nel suo tempo. Però, all'insaputa delle ragazze, il Clone Erin riesce a rintracciarle. Nel 2171 DC, con l'inganno le attira verso il luogo in cui si trova e le separa mandandole in quattro diversi periodi.

### Personaggi minori e ricorrenti
- Editrix: Esseri misteriosi di origine sconosciuta, provengono dalla quarta dimensione e probabilmente sono le responsabili della guerra in corso. Secondo la dottoressa Braustein, le Editrix esistono nella quarta dimensione e allo stesso tempo delle parti di loro stesse vengono osservate da essere della terza dimensione come gli umani. Nessuno sa a cosa mirino. Se si tocca una Editrix si possono vedere frammenti del proprio passato o futuro.
- Dottoressa Qanta Braunstein: Nata il 25 Novembre 2016, è a capo del progetto di AppleX e ha una sorella, Shusha. Arriva nel 11.706 AC credendo di poter trovare lì la "donna che ha inventato il viaggio nel tempo". Incontrerà le ragazze, Wairi e Jahpo, e si ferirà nel tentativo di salvare la vita a Jahpo da un gruppo di uomini. Resterà nel 11.706 AC per un po' di tempo vivendo con Wari e Jahpo, finché poi non sarà riportata nel 2055. Wari la convince a farsi portare insieme a Jahpo nel futuro e così passeranno insieme alcuni anni nascoste in Indonesia per poi ritornare negli Stati Uniti.
- 2000-Tiffany: La Tiffany del futuro. Dopo essere stata salvata dalle ragazze dopo la battaglia tra gli Anziani e i Teenager del futuro il 1 Gennaio 2000, decide di viaggiare con loro per aiutarle. Morirà nel 2171 DC nel tentativo di proteggere le ragazze da un poliziotto.
- Chris: Il marito di Tiffany nel 2000. I due si sono conosciuti alla Stern. Si veste come i Goth, esattamente come la Tiffany del 2000. Aiuta le ragazze nel corso della battaglia di Capodanno nel 1999/2000 e le aiuta a ritrovare sua moglie. Scomparirà dopo essere stato catturato dai Restauratori.
- Melissa "Missy" Tieng: La sorella minore di Erin e la sua migliore amica. Nel 2016, è una pilota di elicotteri ed è fidanzata. Proprio guidando un elicottero, porterà le ragazze alla "Quarta Piegatura" (che le condurrà nel 11.706 AC) salvandole dagli Anziani.
- Alice Coyle: La matrigna alcolizzata di Mac. Quando le creature simili a dinosauri di Jahpo appaiono nel 1988, Alice decide di suicidarsi, pensando che queste siano un segno divino della fine del mondo. Tenterà di spararsi alla testa, ma Mac interviene e nella colluttazione la pallottola colpirà Erin. Alice scomparirà, catturata dai Restauratori.

## Accoglienza
Paper Girls ha vinto due Eisner Awards nel 2016 come Best New Series e Best Penciller/Inker. Nel 2017, Wilson ha vinto un Eisner come Best Colorist per il suo lavoro alla serie. Nel 2017, i primi numeri sono stati selezionati per il premio Hugo Award for Best Graphic Story.

## Edizione italiana
La serie viene pubblicata in Italia da BAO Publishing. A dicembre del 2018 la casa editrice americana Image Comics ha annunciato che la serie finirà a luglio 2019 con il numero 30.
- Paper Girls UNO (raccoglie gli albi 1-5) BAO Publishing, luglio 2016, ISBN 978-88-6543-722-3
- Paper Girls DUE (raccoglie gli albi 6-10) BAO Publishing, gennaio 2017, ISBN 978-88-6543-823-7
- Paper Girls TRE (raccoglie gli albi 11-15) BAO Publishing, settembre 2017, ISBN 978-88-6543-969-2
- Paper Girls QUATTRO (raccoglie gli albi 16-20) BAO Publishing, luglio 2018, ISBN 978-88-3273-091-3
- Paper Girls CINQUE (raccoglie gli albi 21-25) BAO Publishing, gennaio 2019, ISBN 978-88-3273-201-6
- Paper Girls SEI (raccoglie gli albi 28-30) BAO Publishing, ottobre 2019, ISBN 978-88-3273-323-5

## Altri media
Il 29 luglio 2022 è stata distribuita sulla piattaforma Prime Video di Amazon una serie TV omonima, tratta dal fumetto.